# Olympia (Washington)
Pour les articles homonymes, voir Olympia.
Olympia est une ville des États-Unis, capitale de l'État de Washington et siège du comté de Thurston. Sa population s’élevait à 46 478 habitants lors du recensement de 2010, estimée à 55 620 habitants en 2020, ce qui en faisait la 24e plus grande ville de l'État. 
La ville touche  à l'est la ville de Lacey et la ville de Tumwater au sud. Olympia est un centre culturel de la région sud de Puget Sound.
Olympia est situé à 60 km au sud-ouest de Seattle, la plus grande ville de l'État de Washington.

## Histoire
Le site d'Olympia a d'abord été habité par des Amérindiens Squaxin (en), Nisqually, Puyallup, Chehalis, Suquamish et Duwamish. La première expédition européenne à atteindre la région fut celle menée par Peter Puget, qui a ensuite donné son nom au Puget Sound.
Dans les années 1840, Edmund Sylvester et Levi Smith réclament le terrain qui est maintenant le centre-ville d'Olympia. En 1853, la ville est baptisée Olympia, en l'honneur des montagnes Olympiques visibles au nord-ouest.
Olympia a été constituée en ville le 28 janvier 1859 et en tant que ville officiellement en 1882. 
En 1949, un tremblement de terre endommagea de nombreux bâtiments historiques qui durent ensuite être détruits. D'autres tremblements de terre en 1965 et 2001 firent des dégâts dans la ville.

## Géographie

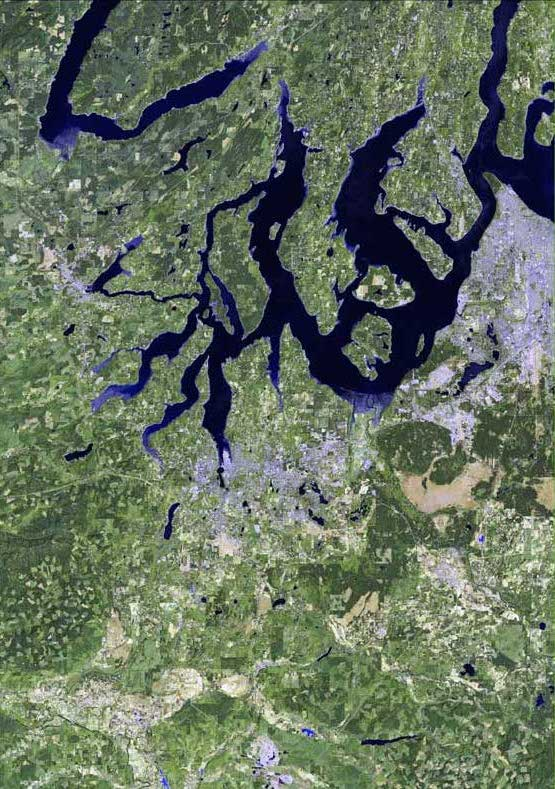
Vue satellite d'Olympia.

Olympia est située à l'extrémité sud du Puget Sound, à l'embouchure du fleuve Deschutes sur lequel a été construit un barrage qui forme le lac Capitol.
Le climat est de type océanique, avec des étés chauds et des hivers doux et humides.

## Démographie
| Groupe            | Olympia | Washington | États-Unis |
| ----------------- | ------- | ---------- | ---------- |
| Blancs            | 83,7    | 77,3       | 72,4       |
| Asiatiques        | 6,0     | 7,2        | 4,8        |
| Métis             | 5,0     | 4,7        | 2,9        |
| Afro-Américains   | 2,0     | 3,6        | 12,6       |
| Autres            | 1,8     | 5,2        | 6,2        |
| Amérindiens       | 1,1     | 1,5        | 0,9        |
| Océaniens         | 0,4     | 0,6        | 0,2        |
| Total             | 100     | 100        | 100        |
|                   |         |            |            |
| Latino-Américains | 6,3     | 11,2       | 16,7       |

Selon l'American Community Survey, pour la période 2011-2015, 86,79 % de la population âgée de plus de 5 ans déclare parler anglais à la maison, alors que 5,16 % déclare parler l'espagnol, 3,11 % le vietnamien, 0,95 % l'allemand, 0,55 % le coréen et 3,44 % une autre langue.

## Transport
L'U.S. Route 101, dont l'extrémité nord se trouve à Olympia, relie la ville aux cités situées le long de l'océan Pacifique. L'Interstate 5, parallèle à l'U.S. Route 101 relie Olympia à Seattle et Vancouver au nord, et à Portland, Sacramento et Los Angeles au sud.
Une gare ferroviaire du réseau Amtrak (gare de Lacey - Olympia) relie quotidiennement Olympia à Seattle et à Los Angeles.

## Arts
Olympia est un centre régional des arts avec de nombreuses compagnies de théâtre, un festival de film (Olympia Film Society), de nombreux labels de musique implantés dans la ville comme K Records et Kill Rock Stars et des groupes de musique fondés à Olympia tels Bikini Kill, précurseur du riot grrrl,  The Go Team, Gossip et Unwound.
Kurt Cobain a vécu dans un appartement au 114 Pear St NE entre 1989 and 1991. Il y aurait écrit environ 75% de ses chansons. La maison est devenue un lieu de recueillement pour les fans de Nirvana et Cobain, bien qu’il n’y ait aucune indication quant au fait que le chanteur y ait vécu. 

## Jumelages
Olympia n'est maintenant jumelée qu'avec  Katō (Japon), nouvelle ville formée par la fusion de Takino, Tojo et Yashiro, cette dernière étant à l'origine du jumelage.
La ville a été jumelée à  Olympie (Grèce) et  Samarcande (Ouzbékistan) mais ces jumelages ne sont plus effectifs.
Il y a également un groupe de pression visant à faire établir un lien avec la ville de  Rafah (Palestine), lieu de décès de l'activiste Rachel Corrie. Ce jumelage n'a pas été reconnu par la ville en avril 2007.